# UCI Asia Tour 2007-2008
El UCI Asia Tour 2007-2008 fue la cuarta edición del calendario ciclístico internacional asiático. Contó con 26 carreras y se inició el 28 de octubre de 2007 en Japón, con la Japan Cup y finalizó el 15 de septiembre de 2008 también en Japón con el Tour de Hokkaido.
El ganador a nivel individual y por segundo año consecutivo fue el iraní Hossein Askari del equipo Tabriz Petrochemical Team, seguido de sus compañeros de equipo Ghader Mizbani y Hossein Nateghi . El Tabriz Petrochemical también fue el vencedor por equipos, mientras que por países Japón logró la victoria.

## Calendario
Contó con las siguientes carreras, tanto por etapas como de un día.

### Octubre 2007
| Fecha | Carrera   | Cat. | Ganador      | Equipo del ganador   |
| ----- | --------- | ---- | ------------ | -------------------- |
| 28    | Japan Cup | 1.1  | Manuele Mori | Saunier Duval-Prodir |

### Noviembre 2007
| Fecha   | Carrera         | Cat. | Ganador          | Equipo del ganador |
| ------- | --------------- | ---- | ---------------- | ------------------ |
| 3 al 10 | Tour de Hainan  | 2.1  | Robert Radosz    | Intel-Action       |
| 11      | Tour de Okinawa | 1.2  | Takashi Miyazawa | Meitan Hompo-GDR   |

### Diciembre 2007
| Fecha    | Carrera                             | Cat. | Ganador       | Equipo del ganador   |
| -------- | ----------------------------------- | ---- | ------------- | -------------------- |
| 16 al 21 | Tour de Tailandia                   | 2.2  | Ahad Kazemi   | Tabriz Petrochemical |
| 23 al 30 | Tour del Mar de la China Meridional | 2.2  | Wang Yip Tang |                      |

### Enero 2008
| Fecha   | Carrera                  | Cat. | Ganador             | Equipo del ganador    |
| ------- | ------------------------ | ---- | ------------------- | --------------------- |
| 7 al 13 | Jelajah Malaysia         | 2.2  | Tonton Susanto      | Letua                 |
| 26      | H. H. Vice President Cup | 1.2  | Hammad Badr Mohamed | Doha                  |
| 27 al 1 | Tour de Catar            | 2.1  | Tom Boonen          | Quick Step-Innergetic |

### Febrero 2008
| Fecha    | Carrera                | Cat. | Ganador        | Equipo del ganador           |
| -------- | ---------------------- | ---- | -------------- | ---------------------------- |
| 9 al 17  | Tour de Langkawi       | 2.HC | Ruslan Ivanov  | Serramenti PVC Diquigiovanni |
| 21 al 24 | UAQ International Race | 1.2  | Hossein Askari | Tabriz Petrochemical         |

### Marzo 2008
| Fecha   | Carrera        | Cat. | Ganador         | Equipo del ganador   |
| ------- | -------------- | ---- | --------------- | -------------------- |
| 2 al 7  | Taftan Tour    | 2.2  | Hossein Nateghi | Tabriz Petrochemical |
| 9 al 16 | Tour de Taiwán | 2.2  | John Murphy     | Health Net-Maxxis    |

### Abril 2008
| Fecha  | Carrera                          | Cat. | Ganador        | Equipo del ganador   |
| ------ | -------------------------------- | ---- | -------------- | -------------------- |
| 2 al 6 | Tour del Este de Java            | 2.2  | Ghader Mizbani | Tabriz Petrochemical |
| 15     | Campeonato Asiático Contrarreloj | CC   | Eugen Wacker   | Kirguistán           |
| 17     | Campeonato Asiático en Ruta      | CC   | Fumiyuki Beppu | Japón                |

### Mayo 2008
| Fecha    | Carrera                | Cat. | Ganador          | Equipo del ganador     |
| -------- | ---------------------- | ---- | ---------------- | ---------------------- |
| 9 al 11  | Tour de Kumano         | 2.2  | Miyataka Shimizu | Meitan Hompo-GDR       |
| 9 al 13  | President Tour of Iran | 2.2  | Ahad Kazemi      | Tabriz Petrochemical   |
| 18 al 25 | Tour de Japón          | 2.2  | Cameron Meyer    | Southaustralia.com-AIS |
| 21 al 29 | Tour de Azerbaiyán     | 2.2  | Hossein Askari   | Tabriz Petrochemical   |

### Junio 2008
| Fecha   | Carrera             | Cat. | Ganador        | Equipo del ganador |
| ------- | ------------------- | ---- | -------------- | ------------------ |
| 21 al 4 | Tour de Corea-Japón | 2.2  | Sergey Lagutin |                    |

### Julio 2008
| Fecha    | Carrera                               | Cat. | Ganador         | Equipo del ganador      |
| -------- | ------------------------------------- | ---- | --------------- | ----------------------- |
| 11 al 20 | Vuelta al Lago Qinghai                | 2.HC | Tyler Hamilton  | Rock Racing             |
| 13 al 22 | Way to Pekin                          | 2.2  | Sergey Firsanov | Rietumu Bank-Riga       |
| 19 y 20  | His Excellency Gabenor of Malacca Cup | 2.2  | Mahdi Sohrabi   | Islamic Azad University |
| 23 al 25 | Jelaja Negeri Sembilan                | 2.2  | Vadim Shaekhov  |                         |

### Septiembre 2008
| Fecha    | Carrera           | Cat. | Ganador          | Equipo del ganador |
| -------- | ----------------- | ---- | ---------------- | ------------------ |
| 1 al 6   | Tour de Tailandia | 2.2  | Alex Coutts      | Giant Asia Racing  |
| 11 al 15 | Tour de Hokkaido  | 2.2  | Takashi Miyazawa | Meitan Hompo-GDR   |

## Clasificaciones

### Individual
| Posición | Ciclista         | Puntos |
| -------- | ---------------- | ------ |
| 1        | Hossein Askari   | 240,66 |
| 2        | Ghader Mizbani   | 205,66 |
| 3        | Hossein Nateghi  | 204    |
| 4        | Mahdi Sohrabi    | 195    |
| 5        | Takashi Miyazawa | 192    |
| 6        | Ahad Kazemi      | 175,66 |
| 7        | Robert Radosz    | 163    |
| 8        | Tyler Hamilton   | 154    |
| 9        | Taiji Nishitani  | 132    |
| 10       | Sergey Lagutin   | 131    |

### Equipos
| Posición | Equipo               | Puntos |
| -------- | -------------------- | ------ |
| 1        | Tabriz Petrochemical | 909,64 |
| 2        | Meitan Hompo-GDR     | 545    |
| 3        | Skil-Shimano         | 338,6  |
| 4        | Letua                | 279    |
| 5        | Trek-Marco Polo      | 278    |

### Países
| Posición | País       | Puntos   |
| -------- | ---------- | -------- |
| 1        | Japón      | 1.181,2  |
| 2        | Irán       | 1.160,98 |
| 3        | Uzbekistán | 502,66   |
| 4        | Kazajistán | 401,66   |
| 5        | China      | 296      |

### Países sub-23
| Posición | País                   | Puntos |
| -------- | ---------------------- | ------ |
| 1        | Irán                   | 386    |
| 2        | Malasia                | 233    |
| 3        | Uzbekistán             | 186    |
| 4        | Emiratos Árabes Unidos | 106    |
| 5        | Corea del Sur          | 62     |